# 12408 Фудзіока
12408 Фудзіока (12408 Fujioka) — астероїд головного поясу, відкритий 20 вересня 1995 року.
Тіссеранів параметр щодо Юпітера — 3,501.
Названий на честь японського кіноактора Хіроші Фудзіоки.